# Phyllotis haggardi
Phyllotis haggardi är en däggdjursart som beskrevs av Thomas 1908. Phyllotis haggardi ingår i släktet storörade möss och familjen hamsterartade gnagare. IUCN kategoriserar arten globalt som livskraftig. Inga underarter finns listade i Catalogue of Life. Artepitet i det vetenskapliga namnet hedrar den brittiska diplomaten William Henry Devodon Haggard som hjälpte europeiska zoologer under sina vistelser i Sydamerika.
Denna gnagare förekommer i Anderna i Ecuador. Den lever i regioner som ligger 3400 till 4000 meter över havet. Arten vistas troligen som andra storörade möss i buskskogar, gräsmarker och i klippiga områden med gest fördelad växtlighet.